# Nils Kreuger
Nils Edvard Kreuger (ur. 11 października 1858 w Kalmarze, zm. 11 maja 1930 w Sztokholmie) – szwedzki malarz, należący wspólnie z Karlem Nordströmem i Richardem Berghiem do ugrupowania Varbergsskolan (1893–1896). Malował głównie pejzaże.

## Życiorys
Nils Edvard Kreuger urodził się jako syn kupca i armatora Johana Augusta Kreugera i Christiny Elisabeth Lidman. Wychowywał się w rodzinie o zainteresowaniach muzycznych i artystycznych. Jako dziecko lubił rysować, nie zdradzając jednocześnie jakiś szczególnych plastycznych uzdolnień. W latach 1874–1877 uczęszczał do szkoły przygotowawczej do studiów na Akademii Sztuk Pięknych w Sztokholmie; wśród uczniów szkoły znaleźli się również Karl Nordström i Richard Bergh, z którymi nawiązał bliższą znajomość. W 1878 roku został słuchaczem prywatnej szkoły malarskiej Edvarda Perséusa. Jesienią 1881 roku wyjechał do Francji, zatrzymując się w Paryżu. Wynajął studio na Montparnasse, gdzie jego najbliższymi sąsiadami byli inni artyści szwedzcy, w tym Richard Bergh. Nawiązał kontakty z artystami hiszpańskimi i francuskimi, zwłaszcza z tymi, którzy zajmowali się malarstwem plenerowym. Opanował biegle język francuski. Latem 1882 roku wyjechał z Paryża do kolonii artystycznej w miasteczku Grez-sur-Loing, gdzie namalował swój pierwszy znaczący obraz, Droga do kamieniołomu, którym zadebiutował w 1883 roku na wystawie w paryskim Salonie. Latem tego samego roku odwiedził w towarzystwie kilku kolegów (w tym Bergha) Bretanię, po czym powrócił do Grez, skąd następnie wyjechał do Kalmaru. Stamtąd udał się do Kopenhagi, gdzie uczestniczył w wystawie na zamku Charlottenborg. Z Kopenhagi w towarzystwie Bergha powrócił do Paryża przejeżdżając po drodze przez Belgię i Holandię. Z Paryża wkrótce wyjechał do Grez, ale powrócił do niego wiosną 1884 roku, by wziąć udział w wystawie Salonu z dwoma obrazami: Orka i Z holenderskiego wybrzeża. W Salonie pojawił się ponownie wiosną 1885 roku wystawiając obraz Śnieg w Paryżu. W tym samym roku uczestniczył w sztokholmskiej wystawie Från Seines strand. Wystawione na niej obrazy cieszyły się pewnym powodzeniem, ale nie były to te obrazy, na których organizatorom wystawy szczególnie zależało. Kreuger należał do tych artystów, których prace spotkały się z niewielkim zainteresowaniem ze strony krytyki. Karl Wåhlin na łamach Svenska Dagbladet zauważył, że rysunek Kreugera cechuje naturalność, ruch, wysmakowane przedstawienie tematu, a zarazem chorobliwa bladość, zaczerpnięta przypuszczalnie z obecnej sztuki francuskiej. Kreuger wyjechał wkrótce ze Sztokholmu w rodzinne strony, zatrzymując się latem w miejscowości Mörbylånga na Olandii, gdzie przebywał również Bergh. Zimę spędził w Paryżu, a wiosną 1886 roku powrócił do Szwecji. 15 maja 1886 roku w Knapegården koło Kalmaru ożenił się z Bertą Elisabeth von Essen. Po ślubie wyjechał z żoną do Francji osiedlając się na przedmieściach Paryża. W lutym 1887 roku powrócił do rodzinnego miasta, po czym na jesieni przeniósł się do Varberg. W następnych latach odwiedzał Paryż. W 1889 roku uczestniczył w prowadzonych przez związek artystów Konstnärsförbundet przygotowaniach do prezentacji sztuki szwedzkiej w ramach wystawy światowej w Paryżu. Na wystawie znalazło się 8 jego obrazów. W 1890 roku Kreuger wziął udział wiosennej wystawie Konstnärsförbundet w Sztokholmie, jednak krytyka potraktowała jego twórczość dość surowo, klasyfikując go przeważnie jako impresjonistę. Latem tego samego roku Kreuger powrócił do rodzinnego miasta. Jesienią 1891 roku w Sztokholmie spotkał Nordströma i Bergha. Ich kolejne spotkanie miało miejsce jesienią 1892 roku w Kopenhadze. Wiosną 1893 roku w Kopenhadze zorganizowano wystawę poświęconą van Goghowi. Choć nie ma pewności, czy Kreuger ją zwiedził, to van Gogh okazał się być tym artystą, który w nadchodzących latach wywarł na niego największy wpływ, większy niż na dwóch pozostałych jego kolegów. W 1893 roku Kreuger przyjechał do Varberg, gdzie ponownie spotkał Nordströma i Bergha. Stworzył z nimi tzw. Szkołę z Varberg, która ze szwedzkiego romantyzmu uczyniła program artystyczny. Szkoła z Varberg okazała się najbardziej wpływową siłą w rozwoju narodowo-romantycznego i syntetycznego stylu w malarstwie szwedzkim w ostatniej dekadzie XIX wieku. Nordström wyjechał z Varberg w 1895 roku, a po wyjeździe Kreugera i Bergha jesienią 1896 roku do Sztokholmu Szkoła ostatecznie przestała istnieć. Kolejne lata Kreuger spędzał jednak w Varberg. W 1898 roku wyjechał z Berghiem do Holandii. Sezon letni 1899 roku spędził na Olandii. Namalowane wówczas obrazy spowodowały przełom w percepcji jego sztuki przez ogol publiczności. W 1905 roku Kreuger założył studio w Sztokholmie. Kilkakrotnie wyjeżdżał za granicę (Berlin 1910 i Paryż 1914), ale wojaże te nie miały większego znaczenia dla jego sztuki. Regularnie uczestniczył w wystawach organizowanych przez Konstnärsförbundet, w latach 1905–1908 pracował też (obok Bergha i Nordströma) jako wykładowca w trzeciej szkole prowadzonej przez ten związek. W 1908 roku miał większą indywidualną wystawę swoich prac w lokalu związkowym w Sztokholmie.
W ostatnich latach życia artysta miał kłopoty ze zdrowiem, pojawiły się problemy z oczami, ale pomimo to był w stanie malować aż do śmierci. W 1928 roku odbyła się retrospektywna wystawa jego prac w sztokholmskiej Liljevalchs konsthall. Później większy wybór jego prac był prezentowany między innymi na wystawie „Opponenterna” (1945) i „Konstnärsförbundet” (1948), obie w Nationalmuseum.

## Twórczość

### Malarstwo

#### Okres francuski

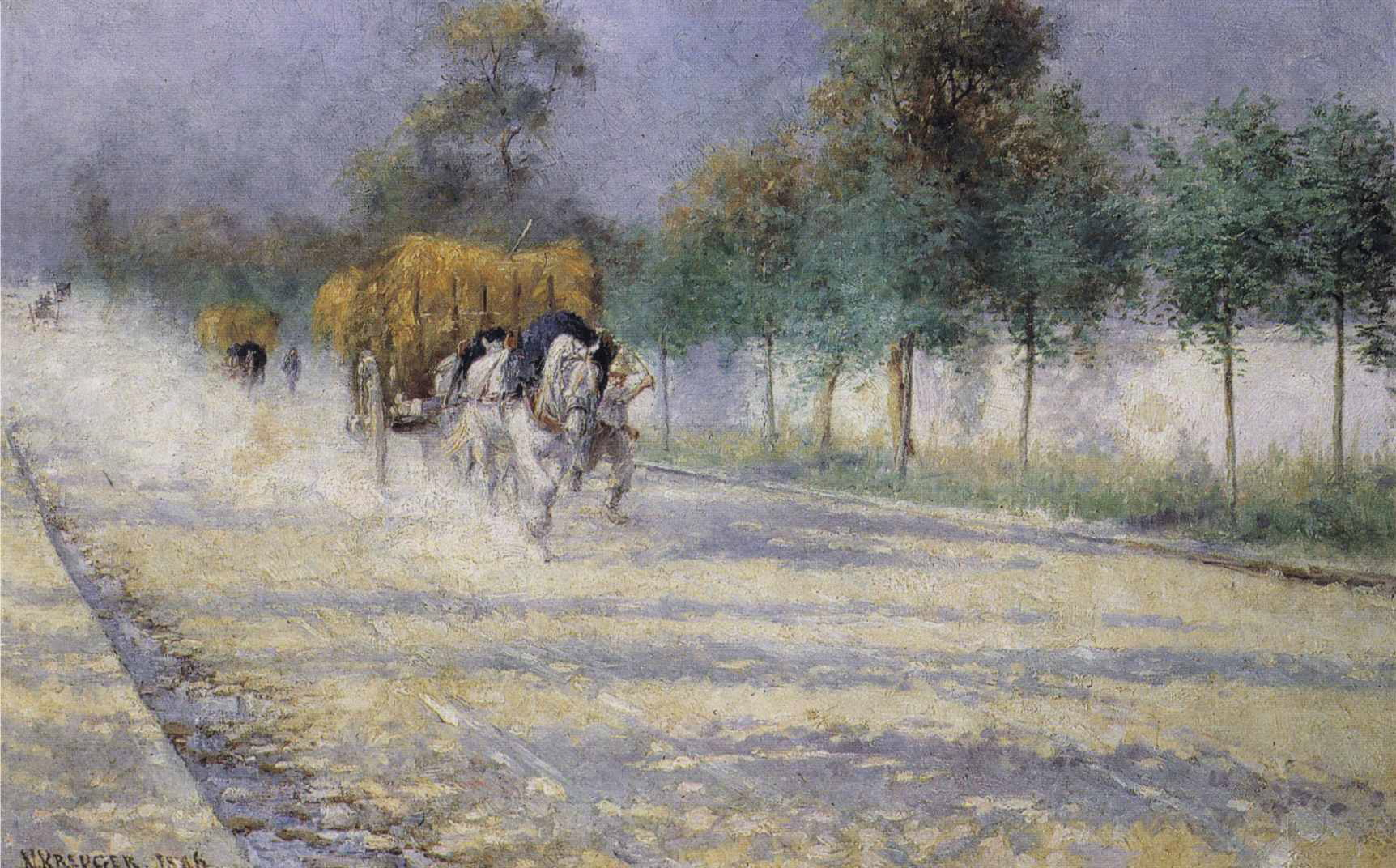
Droga do Orleanu, 1886, Lunds Universitets Konstsamling

Kiedy Kreuger przyjechał na początku lat 80. do Francji stał się, podobnie jak Nordström i Bergh, zwolennikiem naturalizmu i malarstwa plenerowego. Przeczytał z zainteresowaniem powieści Dzieło i Ziemia Émile’a Zoli. Wiele z jego namalowanych wówczas obrazów (Żebrzący bretoński chłopiec, 1882, Kalmar konstförening) ukazuje poprzez kontrastujące zestawienia kolorów siłę wyrazu, jaka ujawniła się w jego sztuce, a także podejście do dzieła sztuki jako dokumentu odzwierciedlającego rzeczywistość zgodnie z zasadami naturalizmu. Późniejsze jego obrazy noszą pewne wpływy impresjonizmu; cechują je światło i kolory (motywy z Grez, Concarneau i innych miejscowości), ale też i mocno zaakcentowany ruch, jak w obrazie Droga do kamieniołomu, w którym w mistrzowski sposób ukazał naprężone sylwetki koni i refleksy światła, odbijającego się od białych skał wapiennych. Postacie ludzi i zwierząt (zwłaszcza ulubionych przez niego koni) wzbogacały często jego kameralne pejzaże. Artysta zgłębiał zagadnienia światła i waloru w realistycznych założeniach, ale zaczął też interesować się w światłem w porze zmierzchu, co miało stanowić centrum zainteresowań jego i jego kolegów w następnej dekadzie. Człowiek lub koń w polu lub w drodze do domu w zapadającym zmierzchu były częstym motywem w jego twórczości. Choć w niektórych studiach galopujących koni, oddanych śmiałymi i szybkimi pociągnięciami pędzla, jak Kawalerzyści na Montparnasse (1884) czy Włóczędzy na Olandii (1885), zbliżył się najbliżej do współczesnych mu impresjonistów, to w obrazach tych dominuje nastrój spokoju i bogata w szczegóły obserwacja.

#### Okres szwedzki

Wiosna w Halland, 1894, Nationalmuseum

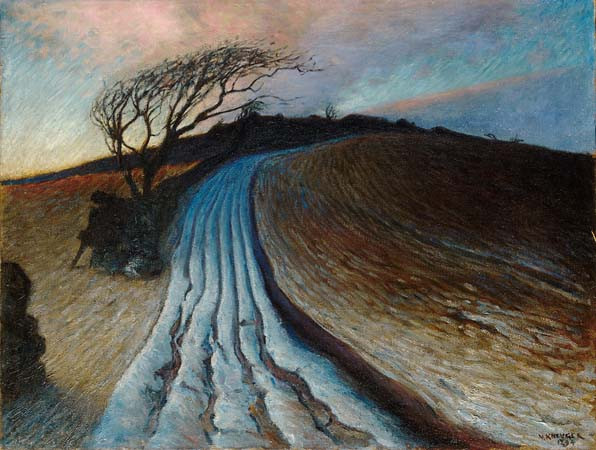
Październikowy wieczór w Apelvik, 1894, Peter Nahum At The Leicester Galleries

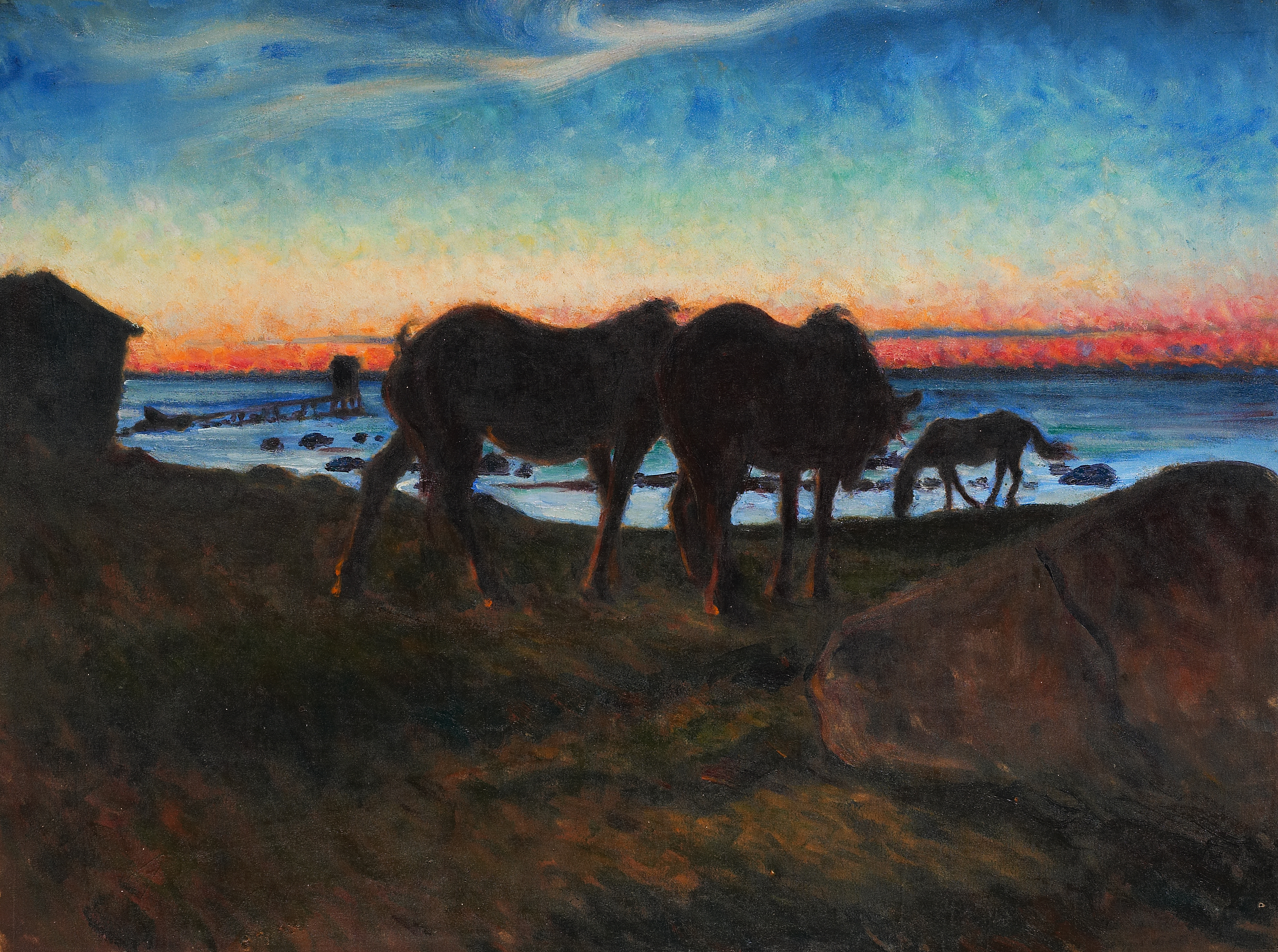
Konie o zachodzie słońca

Przeprowadzka do Varberg stanowiła początkowo tylko różnicę geograficzną, jeśli chodzi o motywy. Ale wkrótce nastąpiły zmiany. Perspektywa uległa rozszerzeniu, a otwarte krajobrazy regionu Halland, oddawane przy pomocy spokojnych lub rytmicznie falujących linii przybierały formy traktowane z coraz większym monumentalizmem. Rosnące znaczenie zaczynał mieć w nich kolor. Ewolucja ta, łącząca Kreugera przede wszystkim z Nordströmem, prawdopodobnie wynikała z wiedzy, jaką posiadał on na temat sztuki Gauguina i van Gogha. Podczas lat spędzonych w Varberg Kreuger wypracował własną, specyficzną technikę czarnego rysunku w tuszu lub farbie na oleju lub kredzie. Stosując czarne linie wzmacniał kontury pozwalając im żyć z własnym, dekoracyjnym rytmem, wypełniał również powierzchnie krótkimi muśnięciami pędzla lub punktami, by podkreślić w ten sposób modelunek sylwetki zwierzęcia. Jego obrazy z końca lat 80. i początku 90. odznaczają się wyrazistą atmosferą i utrzymane są często w błękitnoszarej i brązowofiołkowej tonacji. Występujące w nich motywy, jak blask księżyca i ulice w świetle latarni interpretowano jako wyraz samotności i nostalgii. Typowym dla twórczości Kreugera z I połowy lat 90. obrazem jest Październikowy wieczór w Apelvik (1894), odznaczający się równie mocną rytmiką, co kolorystyką. Obraz przedstawia oddany w dominujących, brązowofioletowych tonacjach teren i wieczorne niebo w barwach różowych, turkusowych, żółtych i fioletowych. Technikę rysunku tuszem na podkładzie z farby widać z kolei w pierwszym tryptyku artysty, Wiosna w Halland, gdzie rysunek został wykorzystany do dokładnego przedstawienia struktury terenu. Ramy, w które został oprawiony obraz, Kreuger pokrył ornamentem złożonym z wijących się, długich roślin, będącym przeciwieństwem motywów obecnych na płótnie. W kolejnych swych dziełach dostosowywał technikę kreseczek i punktów do oddania raczej klimatu dzieła, niż odwzorowania terenu. Jednocześnie kontynuował czyste malarstwo olejne (Młyn w Apelvik, 1894). W obrazie Zbieracze wodorostów na hallandzkim wybrzeżu uwidocznił się wpływ Eugène’a Janssona, który sam z kolei znajdował się pod wpływem stylu Edvarda Muncha. Munch zdobył rozgłos na wystawie w Berlinie w 1892 roku, a dwa lata później wystawiał w Sztokholmie. Kreuger w stylu tym namalował jeszcze kilka obrazów, po czym zerwał z nim wraz z końcem stulecia. Motywy, które najbardziej kojarzą się z jego twórczością, to przedstawienia koni i krów, wykonywane w kolejnych latach podczas letnich pobytów na Olandii. Artysta najpierw sporządzał w plenerze szkice obiektów, a po powrocie do domu przetwarzał je na niewielkie obrazy, malowane na tabliczkach z desek.
W 1904 roku wykonał dwa monumentalne malowidła dla Engelbrekts folkskola w Sztokholmie: Konie w Alvaret i W Alvar na Olandii o zachodzie słońca, a w 1905 roku malowidło ścienne Midsommar dla obecnej Matheus folkskola w Sztokholmie.
W I dekadzie XX wieku w jego twórczości zaczęły powoli ujawniać się wpływy neoimpresjonizmu, polegające na stosowaniu koloru w formie równokształtnych plam; artysta jednocześnie zaczął posługiwać się bardzo wyśrubowaną kolorystyką (Obraz z wybrzeża, 1909, Prins Eugens Waldemarsudde). Przekładając swoje wcześniej stosowane kreseczki na barwne plamy osiągnął imponujący efekt energii również w przedstawianiu dużych formatów.

### Rysunek

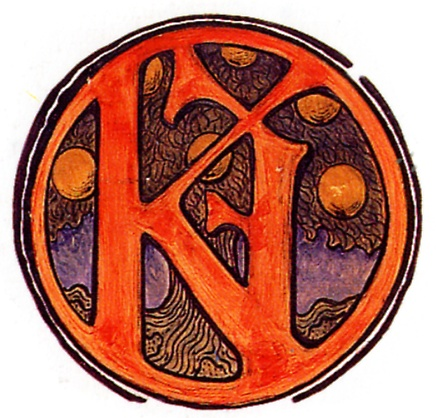
Logo Konstnärsförbundet

Na początku swej drogi artystycznej Kreuger był lepszym rysownikiem niż malarzem. W 1878 roku zaczął pracować jako ilustrator dla wydawanego przez Akademię Sztuk Pięknych czasopisma Palettskraps, opublikował też serię Svenska regenter (1880), utrzymaną w stylu historycznej parodii. Podczas lat spędzonych w Paryżu rysował sceny z życia mieszkańców, improwizowane scenki z życia koleżeńskiego i żartobliwe karykatury. Humorystyczny rys pojawił się również w jego cenionych „ciemnych stronach historii” („historiska baksidor”), jak „Le petit corporal”, czy „Alter Fritz” (oba z 1893 roku). W latach 90. współpracował z czasopismem Söndags-Nisse. Przyjmując za punkt wyjścia XVII-wieczną sztukę szwedzką wypracował we własnych rysunkach wykonywanych tuszem barokowy pastisz. W 1895 roku wykonał dla Stora Bryggeriet w Sztokholmie afisz w jaskrawych barwach, który zapewnił mu renomę pierwszego znaczącego twórcy w tej dziedzinie. Jesienią tego samego roku przejął wykonywanie artystycznych reklam dla wystaw organizowanych przez Konstnärsförbundet. Wykonywał afisze, a katalogi wystawowe ozdabiał rysunkami. Najbardziej znany jest z dekoracyjnej okładki z motywem 4 herbów państw skandynawskich, zdobiącej w latach 1899–1952 okładkę czasopisma Ord & Bild. Wykonał też okładki i ilustracje między innymi do zbioru Sömngångarnätter Augusta Strindberga (1900), Svarta rosor och gula (1901) Ernsta Josephsona i Döda fallet Pera Hallströma (1902).

## Zbiory
Prace Kreugera znajdują się w: Nationalmuseum, Thielska Galleriet i Prins Eugens Waldemarsudde w Sztokholmie, Göteborgs konstmuseum, Malmö museum, Muzeum Narodowym w Oslo, Państwowym Muzeum Sztuki w Kopenhadze i Ateneum w Helsinkach.